# 싱가포르 항공의 운항 노선
2019년 9월 기준, 싱가포르 항공은 다음과 같은 노선을 운항하고 있다.
- 화물 - 화물노선 전용
- * - 여객 및 화물노선 모두 운항

## 운항 노선

### 아시아

#### 동아시아
- 대한민국
  - 서울 - 인천국제공항
  - 부산 - 김해국제공항[3]
- 중화인민공화국
  - 베이징 - 베이징 수도 국제공항
  - 광저우 - 광저우 바이윈 국제공항
  - 상하이 - 상하이 푸둥 국제공항 *
  - 샤먼-샤오치국제공항
- 홍콩
  - 홍콩 - 홍콩 국제공항 *
- 일본
  - 도쿄
    - 하네다 국제공항
    - 나리타 국제공항

  - 나고야 - 주부 센토레아 국제공항
  - 오사카 - 간사이 국제공항
  - 삿포로 - 신치토세 공항 계절편
  - 후쿠오카 - 후쿠오카 공항
- 중화민국
  - 타이베이 - 타이완 타오위안 국제공항

#### 동남아시아
- 말레이시아
  - 쿠알라룸푸르 - 쿠알라룸푸르 국제공항
  - 페낭-페낭국제공항
- 미얀마
  - 양곤 - 양곤 국제공항
- 베트남
  - 하노이 - 노이바이 국제공항
  - 호치민 시 - 떤선녓 국제공항
  - 다낭-다낭국제공항
- 브루나이
  - 반다르스리브가완 - 브루나이 국제공항
- 싱가포르
  - 싱가포르 - 싱가포르 창이 국제공항 허브
- 인도네시아
  - 자카르타 - 수카르노 하타 국제공항
  - 덴파사르 - 응우라라이 국제공항
  - 수라바야 - 주안다 국제공항
- 캄보디아
  - 프놈펜 - 프놈펜 국제공항[4]
  - 씨엠립 - 씨엠립 국제공항[5]
- 태국
  - 방콕 - 수완나품 국제공항
  - 푸켓 - 푸켓 국제공항
- 필리핀
  - 마닐라 - 니노이 아키노 국제공항
  - 세부-막탄국제공항

#### 남아시아
- 몰디브
  - 말레 - 말레 국제공항
- 방글라데시
  - 다카 - 샤잘랄 국제공항
- 스리랑카
  - 콜롬보 - 반디라나이케 국제공항
- 인도
  - 뉴델리 - 인디라 간디 국제공항
  - 뭄바이 - 차트라파티 시바지 국제공항 *
  - 벵갈루루 - 벵갈루루 국제공항 *
  - 아마다바드 - 사라 밸라바하이 패털 국제공항
  - 첸나이 - 첸나이 국제공항 *
  - 콜카타 - 네타지수바시 찬드라 보스 국제공항

#### 서남아시아
- 아랍에미리트
  - 두바이 - 두바이 국제공항
  - 샤르자 - 샤르자 국제공항 화물

### 아프리카

#### 남아프리카
- 남아프리카 공화국
  - 요하네스버그 - OR 탐보 국제공항 *
  - 케이프타운 - 케이프타운 국제공항

#### 동아프리카
- 케냐
  - 나이로비 - 조모 케냐타 국제공항 화물

### 유럽

#### 서유럽
- 영국
  - 런던 - 런던 히드로 국제공항 *
  - 멘체스터 - 맨체스터 공항
- 프랑스
  - 파리 - 파리 샤를 드 골 국제공항
- 독일
  - 뮌헨 - 뮌헨 국제공항
  - 프랑크푸르트 - 프랑크푸르트 국제공항
- 네덜란드
  - 암스테르담 - 암스테르담 스키폴 국제공항 *
- 벨기에
  - 브뤼셀 - 브뤼셀 국제공항 화물

#### 중유럽
- 스위스
  - 취리히 - 취리히 국제공항

### 남유럽
- 스페인
  - 바르셀로나 - 바르셀로나 엘프라트 국제공항
- 이탈리아
  - 로마 - 레오나르도 다 빈치 국제공항
  - 밀라노 - 밀라노 말펜사 국제공항
- 튀르키예
  - 이스탄불 - 이스탄불 아르나부코이 국제공항

#### 동유럽
- 러시아
  - 모스크바 - 도모데도보 국제공항

#### 북유럽
- 덴마크
  - 코펜하겐 - 코펜하겐 카스트럽 국제공항
- 스웨덴
  - 스톡홀름 - 스톡홀름 알란다 국제공항

### 아메리카

#### 북아메리카
- 미국
  - 뉴욕 - 존 F. 케네디 국제공항[6]
  - 뉴어크 - 뉴어크 리버티 국제공항
  - 댈러스 - 댈러스 포트워스 국제공항 화물
  - 로스앤젤레스 - 로스앤젤레스 국제공항 *[7]
  - 샌프란시스코 - 샌프란시스코 국제공항[8]
  - 시애틀 - 시애틀 터코마 국제공항
  - 휴스턴 - 조지 부시 인터콘티넨털 공항[9]

### 오세아니아
- 뉴질랜드
  - 웰링턴 - 웰링턴 국제공항
  - 오클랜드 - 오클랜드 국제공항 *
  - 크라이스트처치 - 크라이스트처치 국제공항
- 오스트레일리아
  - 멜버른 - 멜버른 공항 *
  - 브리즈번 - 브리즈번 공항
  - 시드니 - 시드니 공항 *
  - 애들레이드 - 애들레이드 공항
  - 퍼스 - 퍼스 공항
  - 케언스 - 케언스 공항 *

## 과거 취항지

### 아시아

#### 동아시아
- 중화인민공화국
  - 난징 - 난징 루커우 국제공항
  - 선전 - 선전 바오안 국제공항
  - 항저우 - 항저우 샤오산 국제공항
- 일본
  - 센다이 - 센다이 공항
  - 히로시마 - 히로시마 공항
- 마카오
  - 마카오 - 마카오 국제공항
- 홍콩
  - 홍콩 - 홍콩 카이탁 국제공항
- 중화민국
  - 가오슝 - 가오슝 국제공항

#### 동남아시아
- 말레이시아
  - 코타키나발루 - 코타키나발루 국제공항
  - 쿠칭 - 쿠칭 국제공항
- 인도네시아
  - 메단 - 폴로니아 국제공항
  - 팔렘방 - 술탄 마흐무드 바다루딘 2세 공항
  - 페칸바루 - 술탄 샤리프 카심 2세 국제공항
- 태국
  - 방콕 - 돈므앙 국제공항
  - 핫야이 - 핫야이 국제공항

#### 남아시아
- 네팔
  - 카트만두 - 트리부반 국제공항
- 인도
  - 암리차르 - 스리 구루 람 다스 지 국제공항
  - 하이데라바드 - 라지브 간디 국제공항

#### 서남아시아
- 바레인
  - 마나마 - 바레인 국제공항
- 사우디아라비아
  - 리야드 - 킹 칼리드 국제공항
  - 다란 - 다란 국제공항
  - 제다 - 킹 압둘아지즈 국제공항
- 아랍에미리트
  - 아부다비 - 아부다비 국제공항
- 아프가니스탄
  - 카불 - 카불 국제공항
- 이란
  - 테헤란 - 테헤란 메흐라바드 국제공항
- 쿠웨이트
  - 쿠웨이트 시티 - 쿠웨이트 국제공항
- 파키스탄
  - 라호르 - 알라마 이크발 국제공항
  - 카라치 - 진나 국제공항

### 아프리카

#### 남아프리카
- 남아프리카 공화국
  - 더반 - 킹 샤카 국제공항

#### 동아프리카
- 모리셔스
  - 포트루이스 - 시우 사구르 람룰람경 국제공항

#### 북아프리카
- 이집트
  - 카이로 - 카이로 국제공항

### 유럽

#### 서유럽
- 독일
  - 베를린 - 베를린 쇠네펠트 공항
- 벨기에
  - 브뤼셀 - 브뤼셀 국제공항

#### 중유럽
- 오스트리아
  - 빈 - 빈 국제공항

#### 남유럽
- 그리스
  - 아테네 - 아테네 국제공항 계절편
- 몰타
  - 몰타 - 몰타 국제공항
- 스페인
  - 마드리드 - 마드리드 바하라스 국제공항
- 튀르키예
  - 이스탄불 - 이스탄불 아타튀르크 국제공항

### 아메리카

#### 북아메리카
- 미국
  - 워싱턴 D.C - 워싱턴 덜레스 국제공항
  - 라스베가스 - 매캐런 국제공항
  - 시카고 - 시카고 오헤어 국제공항
  - 호놀룰루 - 호놀룰루 국제공항
- 캐나다
  - 몬트리올 - 몬트리올 피에르 엘리오트 트뤼도 국제공항
  - 밴쿠버 - 밴쿠버 국제공항
  - 토론토 - 토론토 피어슨 국제공항

#### 남아메리카
- 브라질
  - 상파울루 - 상파울루 구아룰류스 국제공항

### 오세아니아
- 오스트레일리아
  - 캔버라 - 캔버라 국제공항
  - 다윈 - 다윈 국제공항
  - 호바트 - 호바트 국제공항

## 같이 보기
- 싱가포르 항공